# Witchfynde
Witchfynde est un groupe britannique de heavy metal, originaire de Chesterfield, en Angleterre, actif entre 1976 et 1984, puis entre 1999 et 2022.

## Histoire

### Première période
Le groupe est formé en 1974 en Angleterre. En 1979, Witchfynde décroche un contrat avec le label discographique Rondelet Records, qui est à l'époque surtout un label de punk rock. Le premier single Give 'Em Hell / Gettin' Heavy y est publié.
En 1980, le LP Give 'Em Hell sort,. Il contient la chanson Unto the Ages of the Ages, un morceau épique de neuf minutes. Après la sortie de l'album, Witchfynde part en tournée. Il joue en première partie de Def Leppard. La même année, il sort son deuxième album, Stagefright, sur lequel Pete « Thud » Surgey joue pour la première fois de la basse. Par rapport à son premier album, la musique avait perdu un peu de sa dureté. Le single In the Stars / Wake Up Screaming est extrait de l'album.
En 1981, Witchfynde participe au célèbre Friday Rock Show de la BBC. La chanson Belfast est publiée sur la compilation de cette émission. Pour la première fois, Luther Beltz participe au chant. Rondelet Records ne soutient guère le groupe, le petit label ne pouvant notamment pas financer les coûteux shows live. Il faut deux ans au groupe pour se défaire de son contrat. Pendant cette période, Witchfynde reste silencieux.
En 1983, l'album Cloak and Dagger sort, avec un son plus dur. Le groupe rejoint le tout nouveau label Expulsion Ltd. L'album est distribué en Europe par Roadrunner Records. Le single I'd Rather Go Wild est publié. La chanson apparaît également sur la compilation Metal Battle, publiée par le label Neat Records.
Witchfynde n'a pas non plus de chance avec Expulsion. Le contrat est rompu en 1984. Le label belge Mausoleum Records publie peu après le dernier album Lords of Sin. Les 10 000 premiers exemplaires sont publiés avec un vinyle live appelé Anthems. La pochette de disque prévue ne peut être réalisée ; le groupe voulait prendre les photos au London Dungeon.
Peu après la sortie de l'album et du single Conspiracy qui l'accompagne, le groupe se sépare. Plus tard, Lars Ulrich publie la chanson Leaving Nadir sur la compilation N.W.O.B.H.M. 79 Revisited qu'il a composée. Des versions CD des albums Give 'em Hell et Stagefright sortent en 1992, et Lords of Sin en 1994. Un best-of sort en 1996.

### Deuxième période
En 1999, le groupe s'est reformé avec Montalo (guitare), Gra Scoresby (batterie) et Pete Surgey (basse). Harry Harrison rejoint le groupe en tant que nouveau chanteur. En 2001, ils publient leur album de réunion The Witching Hour. L'album contenait également d'anciens morceaux, enregistrés avec la nouvelle formation.
En 2004, le groupe joue au Motala Metal Festival VIII suédois et au festival allemand Keep It True.
Sous le même nom de groupe, mais avec une orthographe différente (Wytchfynde), le deuxième chanteur Luther Beltz sort l'album The Awakening en 2001. 

## Discographie

### Albums studio
- 1980 : Give 'Em Hell (Rondelet Records)
- 1980 : Stagefright (Rondelet Music and Records)
- 1983 : Cloak and Dagger (Expulsion Ltd.)
- 1984 : Lords of Sin (Mausoleum Records)
- 2001 : The Witching Hour (Neat Records)
- 2008 : Play It to Death (Neat Records)

### Singles
- 1979 : Give 'Em Hell / Gettin' Heavy (Rondelet Records)
- 1980 : In the Stars / Wake Up Screaming (Rondelet Music and Records)
- 1983 : I'd Rather Go Wild / Cry Wolf (Expulsion Ltd.)
- 1984 : Conspiracy / Scarlet Lady (Mausoleum Records)

### Apparitions
- 1984 : Anthems (bonus de Lords of Sin ; Mausoleum Records)
- 1996 : The Best of Witchfynde (British Steel)